# Elkov-Kasper
Elkov-Kasper (Kod UCI: EKA) – czeska zawodowa grupa kolarska założona w 2000. Od sezonu 2005 zarejestrowana w dywizji UCI Continental Teams. W latach 2008–2009 występowała w dywizji UCI Professional Continental Teams.

## Nazwa grupy w poszczególnych latach
| lata      | nazwa                          |
| --------- | ------------------------------ |
| 1993–1994 | PSK Cyklo Hradec Králové       |
| 1995      | PSK P&P Polyma Hradec Králové  |
| 1996      | PSK Polyma Reta Hradec Králové |
| 1997–1998 | PSK P&P Polyma Hradec Králové  |
| 1999–2000 | PSK Unit Expert                |
| 2001–2003 | PSK-Remerx                     |
| 2004–2005 | PSK Whirlpool                  |
| 2006–2007 | PSK Whirlpool Hradec Kralove   |
| 2008–2011 | PSK Whirlpool-Author           |
| 2012      | Whirlpool-Author               |
| 2013–2014 | Bauknecht-Author               |
| 2015–2016 | Whirlpool-Author               |
| 2017–2019 | Elkov-Author                   |
| od 2020   | Elkov-Kasper                   |

## Sezony

### 2024

#### Skład
| Skład drużyny 2024      | Skład drużyny 2024 | Skład drużyny 2024 | Skład drużyny 2024                    |
| Imię i nazwisko         | Data urodzenia     | Państwo            | Poprzednia grupa                      |
| ----------------------- | ------------------ | ------------------ | ------------------------------------- |
| Michael Boroš           | 9 sierpnia 1992    | Czechy             | Pauwels Sauzen-Vastgoedservice (2018) |
| Jakub Kuba              | 24 lipca 2005      | Czechy             |                                       |
| Adam Kubelka            | 8 maja 2005        | Czechy             |                                       |
| Lukáš Kubiš             | 31 stycznia 2000   | Słowacja           | Dukla Banská Bystrica (2023)          |
| Jan Lukeš               | 26 maja 2004       | Czechy             |                                       |
| Daniel Mráz             | 22 marca 2004      | Czechy             |                                       |
| Tomáš Obdržálek         | 27 marca 2003      | Czechy             |                                       |
| Tomáš Přidal            | 2 lutego 2004      | Czechy             |                                       |
| Daniel Rubeš            | 10 listopada 2005  | Czechy             |                                       |
| Lukáš Sedlák            | 24 lipca 2005      | Czechy             |                                       |
| Jakub Ťoupalík          | 17 lipca 2001      | Czechy             | EF Education-Nippo Development (2023) |
| Matej Zahálka           | 4 grudnia 1993     | Czechy             | SKC Tufo Prostějov (2017)             |
|                         |                    |                    |                                       |
| Źródło: ProCyclingStats |                    |                    |                                       |

#### Zwycięstwa
| Zwycięstwa | Zwycięstwa                                        | Zwycięstwa | Zwycięstwa | Zwycięstwa    | Zwycięstwa |
| Data       | Wyścig                                            | Państwo    | Kategoria  | Zwycięzca     |            |
| ---------- | ------------------------------------------------- | ---------- | ---------- | ------------- | ---------- |
| 10 mar     | Istarsko Proljeće, 3. etap                        | Chorwacja  | 2.2        | Matej Zahálka |            |
| 28 kwi     | Kirschblütenrennen                                | Austria    | 1.2        | Lukáš Kubiš   |            |
| 20 cze     | Mistrzostwa Słowacji – jazda indywidualna na czas | Słowacja   | CN         | Lukáš Kubiš   |            |
| 23 cze     | Mistrzostwa Słowacji – start wspólny              | Słowacja   | CN         | Lukáš Kubiš   |            |
| 23 cze     | Mistrzostwa Czech – start wspólny                 | Czechy     | CN         | Tomáš Přidal  |            |
| 21 lip     | Visegrad 4 Bicycle Race Grand Prix Poland         | Polska     | 1.2        | Lukáš Kubiš   |            |
| 14 sie     | Dookoła Rumunii, 1. etap                          | Rumunia    | 2.1        | Lukáš Kubiš   |            |

### 2023

#### Skład
| Skład drużyny 2023      | Skład drużyny 2023   | Skład drużyny 2023 | Skład drużyny 2023                        |
| Imię i nazwisko         | Data urodzenia       | Państwo            | Poprzednia grupa                          |
| ----------------------- | -------------------- | ------------------ | ----------------------------------------- |
| Jan Bárta               | 7 grudnia 1984       | Czechy             | Bora-Hansgrohe (2017)                     |
| Michael Boroš           | 9 sierpnia 1992      | Czechy             | Pauwels Sauzen-Vastgoedservice (2018)     |
| Jan Lukeš               | 26 maja 2004         | Czechy             |                                           |
| Daniel Mráz             | 22 marca 2004        | Czechy             |                                           |
| Dominik Neuman          | 23 października 1995 | Czechy             | Topforex-Lapierre (2018)                  |
| Tomáš Obdržálek         | 27 marca 2003        | Czechy             |                                           |
| Tomáš Přidal            | 2 lutego 2004        | Czechy             |                                           |
| Filip Řeha              | 12 marca 2001        | Czechy             | Tufo-Pardus Prostějov (2021)              |
| Štěpán Telecký          | 28 sierpnia 2004     | Czechy             |                                           |
| Adam Ťoupalík           | 9 maja 1996          | Czechy             | Team Sauerland NRW p/b SKS Germany (2019) |
| Matej Zahálka           | 4 grudnia 1993       | Czechy             | SKC Tufo Prostějov (2017)                 |
|                         |                      |                    |                                           |
| Źródło: ProCyclingStats |                      |                    |                                           |

#### Zwycięstwa
| Zwycięstwa    | Zwycięstwa                                                      | Zwycięstwa | Zwycięstwa | Zwycięstwa    | Zwycięstwa |
| Data          | Wyścig                                                          | Państwo    | Kategoria  | Zwycięzca     |            |
| ------------- | --------------------------------------------------------------- | ---------- | ---------- | ------------- | ---------- |
| 1 mar         | Trofej Umag                                                     | Chorwacja  | 1.2        | Adam Ťoupalík |            |
| 23 mar        | GP Vipava Valley & Crossborder Goriška                          | Słowenia   | 1.2        | Adam Ťoupalík |            |
| 30 kwi        | Grand Prix Vorarlberg                                           | Austria    | 1.2        | Michael Boroš |            |
| 18 cze        | Czech Republic National Road Cycling Championships - Men U23 RR | Czechy     | CN         | Daniel Mráz   |            |
| 8 lip         | Visegrad 4 Bicycle Race Grand Prix Hungary                      | Węgry      | 1.2        | Adam Ťoupalík |            |
| 14 lip        | Gemenc Grand Prix, prolog                                       | Węgry      | 2.2        | Filip Řeha    |            |
| 16 lipca 2023 | Gemenc Grand Prix, klasyfikacja generalna                       | Węgry      | 2.2        | Filip Řeha    |            |
| 23 lip        | Visegrad 4 Bicycle Race Grand Prix Czech Republic               | Czechy     | 1.2        | Adam Ťoupalík |            |
| 30 lip        | Czech Tour, 4. etap                                             | Czechy     | 2.1        | Adam Ťoupalík |            |

### 2022

#### Skład
| Skład drużyny 2022             | Skład drużyny 2022   | Skład drużyny 2022 | Skład drużyny 2022                        |
| Imię i nazwisko                | Data urodzenia       | Państwo            | Poprzednia grupa                          |
| ------------------------------ | -------------------- | ------------------ | ----------------------------------------- |
| Daniel Babor                   | 22 października 1999 | Czechy             | Tufo-Pardus Prostějov (2021)              |
| Jan Bárta                      | 7 grudnia 1984       | Czechy             | Bora-Hansgrohe (2017)                     |
| Michael Boroš                  | 9 sierpnia 1992      | Czechy             | Pauwels Sauzen-Vastgoedservice (2018)     |
| Dominik Neuman                 | 23 października 1995 | Czechy             | Topforex-Lapierre (2018)                  |
| Tomáš Obdržálek                | 27 marca 2003        | Czechy             |                                           |
| Jakub Otruba                   | 30 stycznia 1998     | Czechy             | SKC Tufo Prostějov (2017)                 |
| Filip Řeha                     | 12 marca 2001        | Czechy             | Tufo-Pardus Prostějov (2021)              |
| Adam Ťoupalík                  | 9 maja 1996          | Czechy             | Team Sauerland NRW p/b SKS Germany (2019) |
| Jakub Ťoupalík                 | 17 lipca 2001        | Czechy             | Topforex-Lapierre (2020)                  |
| Matej Zahálka                  | 4 grudnia 1993       | Czechy             | SKC Tufo Prostějov (2017)                 |
| Michael Kukrle (30 mar–31 gru) | 17 listopada 1994    | Czechy             |                                           |
|                                |                      |                    |                                           |
| Źródło: ProCyclingStats        |                      |                    |                                           |

#### Zwycięstwa
| Zwycięstwa       | Zwycięstwa                                          | Zwycięstwa | Zwycięstwa | Zwycięstwa     | Zwycięstwa |
| Data             | Wyścig                                              | Państwo    | Kategoria  | Zwycięzca      |            |
| ---------------- | --------------------------------------------------- | ---------- | ---------- | -------------- | ---------- |
| 7 kwi            | Circuit des Ardennes, 2. etap                       | Francja    | 2.2        | Michael Kukrle |            |
| 13 kwi           | Tour du Loir-et-Cher, 1. etap                       | Francja    | 2.2        | Daniel Babor   |            |
| 17 kwietnia 2022 | Tour du Loir-et-Cher, klasyfikacja generalna        | Francja    | 2.2        | Michael Kukrle |            |
| 17 cze           | Tour du Pays de Montbéliard, 1. etap                | Francja    | 2.2        | Michael Kukrle |            |
| 19 czerwca 2022  | Tour du Pays de Montbéliard, klasyfikacja generalna | Francja    | 2.2        | Michael Kukrle |            |
| 23 cze           | Mistrzostwa Czech – jazda indywidualna na czas      | Czechy     | CN         | Jan Bárta      |            |
| 26 cze           | Mistrzostwa Czech – start wspólny                   | Czechy     | CN         | Matej Zahálka  |            |
| 9 lip            | Visegrad 4 Bicycle Race Grand Prix Czech Republic   | Czechy     | 1.2        | Adam Ťoupalík  |            |
| 23 lip           | Visegrad 4 Bicycle Race Grand Prix Hungary          | Węgry      | 1.2        | Adam Ťoupalík  |            |
| 14 sie           | Memoriał Jana Magiery                               | Polska     | 1.2        | Michael Boroš  |            |
| 8 wrz            | Dookoła Rumunii, 2. etap                            | Rumunia    | 2.1        | Daniel Babor   |            |
| 10 wrz           | Dookoła Rumunii, 4. etap                            | Rumunia    | 2.1        | Jakub Otruba   |            |
| 11 wrz           | Dookoła Rumunii, 5. etap                            | Rumunia    | 2.1        | Daniel Babor   |            |

### 2021

#### Skład
| Skład drużyny 2021      | Skład drużyny 2021   | Skład drużyny 2021 | Skład drużyny 2021                        |
| Imię i nazwisko         | Data urodzenia       | Państwo            | Poprzednia grupa                          |
| ----------------------- | -------------------- | ------------------ | ----------------------------------------- |
| Jan Bárta               | 7 grudnia 1984       | Czechy             | Bora-Hansgrohe (2017)                     |
| Alois Kaňkovský         | 19 lipca 1983        | Czechy             | Team Dukla Praha (2014)                   |
| Petr Kelemen            | 18 listopada 2000    | Czechy             | CCC Development (2020)                    |
| Michael Kukrle          | 17 listopada 1994    | Czechy             |                                           |
| Dominik Neuman          | 23 października 1995 | Czechy             | Topforex-Lapierre (2018)                  |
| Jakub Otruba            | 30 stycznia 1998     | Czechy             | SKC Tufo Prostějov (2017)                 |
| Michal Schlegel         | 31 maja 1995         | Czechy             | CCC Sprandi Polkowice (2018)              |
| Adam Ťoupalík           | 9 maja 1996          | Czechy             | Team Sauerland NRW p/b SKS Germany (2019) |
| Jakub Ťoupalík          | 17 lipca 2001        | Czechy             | Topforex-Lapierre (2020)                  |
| Matej Zahálka           | 4 grudnia 1993       | Czechy             | SKC Tufo Prostějov (2017)                 |
|                         |                      |                    |                                           |
| Źródło: ProCyclingStats |                      |                    |                                           |

#### Zwycięstwa
| Zwycięstwa     | Zwycięstwa                                       | Zwycięstwa | Zwycięstwa | Zwycięstwa      | Zwycięstwa |
| Data           | Wyścig                                           | Państwo    | Kategoria  | Zwycięzca       |            |
| -------------- | ------------------------------------------------ | ---------- | ---------- | --------------- | ---------- |
| 4 cze          | Małopolski Wyścig Górski, 1. etap                | Polska     | 2.2        | Michal Schlegel |            |
| 6 czerwca 2021 | Małopolski Wyścig Górski, klasyfikacja generalna | Polska     | 2.2        | Michal Schlegel |            |
| 20 cze         | Mistrzostwa Czech – start wspólny                | Czechy     | CN         | Michael Kukrle  |            |
| 25 cze         | Wyścig Solidarności i Olimpijczyków, 4. etap     | Polska     | 2.2        | Jan Bárta       |            |
| 10 lip         | Visegrad 4 Bicycle Race Grand Prix Hungary       | Węgry      | 1.2        | Michal Schlegel |            |
| 15 sie         | Memoriał Henryka Łasaka                          | Polska     | 1.2        | Michael Kukrle  |            |

### 2020

#### Skład
| Skład drużyny 2020      | Skład drużyny 2020   | Skład drużyny 2020 | Skład drużyny 2020                        |
| Imię i nazwisko         | Data urodzenia       | Państwo            | Poprzednia grupa                          |
| ----------------------- | -------------------- | ------------------ | ----------------------------------------- |
| Jan Bárta               | 7 grudnia 1984       | Czechy             | Bora-Hansgrohe (2017)                     |
| Karel Hník              | 8 sierpnia 1991      | Czechy             | Pardus-Tufo Prostejov (2018)              |
| Alois Kaňkovský         | 19 lipca 1983        | Czechy             | Team Dukla Praha (2014)                   |
| Michael Kukrle          | 17 listopada 1994    | Czechy             |                                           |
| Dominik Neuman          | 23 października 1995 | Czechy             | Topforex-Lapierre (2018)                  |
| Jakub Otruba            | 30 stycznia 1998     | Czechy             | SKC Tufo Prostějov (2017)                 |
| Michal Schlegel         | 31 maja 1995         | Czechy             | CCC Sprandi Polkowice (2018)              |
| František Sisr          | 17 marca 1993        | Czechy             | CCC Sprandi Polkowice (2018)              |
| Adam Ťoupalík           | 9 maja 1996          | Czechy             | Team Sauerland NRW p/b SKS Germany (2019) |
| Matej Zahálka           | 4 grudnia 1993       | Czechy             | SKC Tufo Prostějov (2017)                 |
|                         |                      |                    |                                           |
| Źródło: ProCyclingStats |                      |                    |                                           |

#### Zwycięstwa
| Zwycięstwa    | Zwycięstwa                               | Zwycięstwa | Zwycięstwa | Zwycięstwa     | Zwycięstwa |
| Data          | Wyścig                                   | Państwo    | Kategoria  | Zwycięzca      |            |
| ------------- | ---------------------------------------- | ---------- | ---------- | -------------- | ---------- |
| 17 lip        | Dookoła Mazowsza, 3. etap                | Polska     | 2.2        | Michael Kukrle |            |
| 18 lipca 2020 | Dookoła Mazowsza, klasyfikacja generalna | Polska     | 2.2        | Michael Kukrle |            |
| 22 sie        | Mistrzostwa Czech – start wspólny        | Czechy     | CN         | Adam Ťoupalík  |            |

### 2019

#### Skład
| Skład drużyny 2019      | Skład drużyny 2019   | Skład drużyny 2019 | Skład drużyny 2019           |
| Imię i nazwisko         | Data urodzenia       | Państwo            | Poprzednia grupa             |
| ----------------------- | -------------------- | ------------------ | ---------------------------- |
| Jan Bárta               | 7 grudnia 1984       | Czechy             | Bora-Hansgrohe (2017)        |
| Karel Hník              | 8 sierpnia 1991      | Czechy             | Pardus-Tufo Prostejov (2018) |
| Alois Kaňkovský         | 19 lipca 1983        | Czechy             | Team Dukla Praha (2014)      |
| Michael Kukrle          | 17 listopada 1994    | Czechy             |                              |
| Dominik Neuman          | 23 października 1995 | Czechy             | Topforex-Lapierre (2018)     |
| Jakub Otruba            | 30 stycznia 1998     | Czechy             | SKC Tufo Prostějov (2017)    |
| Michal Schlegel         | 31 maja 1995         | Czechy             | CCC Sprandi Polkowice (2018) |
| František Sisr          | 17 marca 1993        | Czechy             | CCC Sprandi Polkowice (2018) |
| Matěj Štibingr          | 1 grudnia 1997       | Czechy             | Team Dukla Praha (2018)      |
| Matej Zahálka           | 4 grudnia 1993       | Czechy             | SKC Tufo Prostějov (2017)    |
|                         |                      |                    |                              |
| Źródło: ProCyclingStats |                      |                    |                              |

#### Zwycięstwa
| Zwycięstwa | Zwycięstwa                        | Zwycięstwa | Zwycięstwa | Zwycięstwa      | Zwycięstwa |
| Data       | Wyścig                            | Państwo    | Kategoria  | Zwycięzca       |            |
| ---------- | --------------------------------- | ---------- | ---------- | --------------- | ---------- |
| 1 maj      | Memoriał Andrzeja Trochanowskiego | Polska     | 1.2        | Alois Kaňkovský |            |
| 2 maj      | Memoriał Romana Siemińskiego      | Polska     | 1.2        | Alois Kaňkovský |            |

### 2018

#### Skład
| Skład drużyny 2018      | Skład drużyny 2018 | Skład drużyny 2018 | Skład drużyny 2018              |
| Imię i nazwisko         | Data urodzenia     | Państwo            | Poprzednia grupa                |
| ----------------------- | ------------------ | ------------------ | ------------------------------- |
| Jan Bárta               | 7 grudnia 1984     | Czechy             |                                 |
| Tomáš Bucháček          | 7 marca 1978       | Czechy             |                                 |
| Josef Černý             | 11 maja 1993       | Czechy             | CCC Sprandi Polkowice (2016)    |
| Vojtěch Hačecký         | 29 marca 1987      | Czechy             | Team Dukla Praha (2015)         |
| Alois Kaňkovský         | 19 lipca 1983      | Czechy             | Team Dukla Praha (2014)         |
| Piotr Konwa             | 15 lutego 1995     | Polska             | TC Chrobry Saroni Głogów (2017) |
| Michael Kukrle          | 17 listopada 1994  | Czechy             |                                 |
| Jakub Otruba            | 30 stycznia 1998   | Czechy             | SKC Tufo Prostějov (2017)       |
| Jiří Polnický           | 16 grudnia 1989    | Czechy             | Verva ActiveJet (2016)          |
| Jan Rajchart            | 11 maja 1996       | Czechy             |                                 |
| Matej Zahálka           | 4 grudnia 1993     | Czechy             | SKC Tufo Prostějov (2017)       |
|                         |                    |                    |                                 |
| Źródło: ProCyclingStats |                    |                    |                                 |

Przypis: Jan Bárta

#### Zwycięstwa
| Zwycięstwa | Zwycięstwa                        | Zwycięstwa | Zwycięstwa | Zwycięstwa      | Zwycięstwa |
| Data       | Wyścig                            | Państwo    | Kategoria  | Zwycięzca       |            |
| ---------- | --------------------------------- | ---------- | ---------- | --------------- | ---------- |
| 1 maj      | Memoriał Andrzeja Trochanowskiego | Polska     | 1.2        | Alois Kaňkovský |            |
| 2 maj      | Memoriał Romana Siemińskiego      | Polska     | 1.2        | Alois Kaňkovský |            |

### 2017

#### Skład
| Skład drużyny 2017                                        | Skład drużyny 2017 | Skład drużyny 2017 | Skład drużyny 2017           |
| Imię i nazwisko                                           | Data urodzenia     | Państwo            | Poprzednia grupa             |
| --------------------------------------------------------- | ------------------ | ------------------ | ---------------------------- |
| Tomáš Bucháček                                            | 7 marca 1978       | Czechy             |                              |
| Pavel Camrda                                              | 24 września 1996   | Czechy             |                              |
| Josef Černý                                               | 11 maja 1993       | Czechy             | CCC Sprandi Polkowice (2016) |
| Vojtěch Hačecký                                           | 29 marca 1987      | Czechy             | Team Dukla Praha (2015)      |
| Martin Hunal                                              | 8 września 1989    | Czechy             | AC Sparta Praha (2013)       |
| Alois Kaňkovský                                           | 19 lipca 1983      | Czechy             | Team Dukla Praha (2014)      |
| Michael Kukrle                                            | 17 listopada 1994  | Czechy             |                              |
| Jiří Šorm                                                 | 15 maja 1997       | Czechy             |                              |
| Jiří Polnický                                             | 16 grudnia 1989    | Czechy             | Verva ActiveJet (2016)       |
| Paweł Cieślik (7 kwi–31 gru)                              | 12 kwietnia 1986   | Polska             | Verva ActiveJet (2016)       |
|                                                           |                    |                    |                              |
| Źródła: ProCyclingStats Cycling Quotient Cycling Archives |                    |                    |                              |

#### Zwycięstwa
| Zwycięstwa | Zwycięstwa                       | Zwycięstwa | Zwycięstwa | Zwycięstwa      | Zwycięstwa |
| Data       | Wyścig                           | Państwo    | Kategoria  | Zwycięzca       |            |
| ---------- | -------------------------------- | ---------- | ---------- | --------------- | ---------- |
| 19 sie     | Puchar Ministra Obrony Narodowej | Polska     | 1.2        | Alois Kaňkovský |            |

### 2016

#### Skład
| Skład drużyny 2016                                        | Skład drużyny 2016   | Skład drużyny 2016 | Skład drużyny 2016      |
| Imię i nazwisko                                           | Data urodzenia       | Państwo            | Poprzednia grupa        |
| --------------------------------------------------------- | -------------------- | ------------------ | ----------------------- |
| Michal Brázda (1 sty–12 lis)                              | 26 września 1997     | Czechy             |                         |
| Tomáš Bucháček                                            | 7 marca 1978         | Czechy             |                         |
| Pavel Camrda                                              | 24 września 1996     | Czechy             |                         |
| Vojtěch Hačecký                                           | 29 marca 1987        | Czechy             | Team Dukla Praha (2015) |
| Martin Hunal                                              | 8 września 1989      | Czechy             | AC Sparta Praha (2013)  |
| Alois Kaňkovský                                           | 19 lipca 1983        | Czechy             | Team Dukla Praha (2014) |
| Jakub Kleveta                                             | 22 października 1997 | Czechy             |                         |
| Jan Kovář (1 sty–12 lis)                                  | 6 czerwca 1996       | Czechy             |                         |
| Michael Kukrle                                            | 17 listopada 1994    | Czechy             |                         |
| Jiří Šorm                                                 | 15 maja 1997         | Czechy             |                         |
| Bartosz Warchoł                                           | 16 stycznia 1992     | Polska             | Cycling Academy (2015)  |
|                                                           |                      |                    |                         |
| Źródła: ProCyclingStats Cycling Quotient Cycling Archives |                      |                    |                         |

#### Zwycięstwa
| Zwycięstwa | Zwycięstwa                       | Zwycięstwa | Zwycięstwa | Zwycięstwa      | Zwycięstwa |
| Data       | Wyścig                           | Państwo    | Kategoria  | Zwycięzca       |            |
| ---------- | -------------------------------- | ---------- | ---------- | --------------- | ---------- |
| 20 sie     | Puchar Ministra Obrony Narodowej | Polska     | 1.2        | Alois Kaňkovský |            |